# Milan Volák
Milan Volák (* 25. října 1966) je český hokejista, někdejší kapitán Keramiky Plzeň, který svých šestnáct extraligových sezon spojil se západočeskou metropolí.

## Život

### Hokejová kariéra
Plzeňský rodák a odchovanec místního hokejového klubu dospělý hokej poprvé okusil na vojně v dresu VTJ Příbram (1985-87). Ve své době byl považován za nejlepšího hokejistu mimo reprezentaci. K jeho úspěchům patří například gól v prodloužení čtvrtfinále play-off se Spartou Praha (1991/92), který se ukázal jako velmi důležitý pro postup[zdroj?]. V této sezóně získal se svým týmem stříbrnou medaili a skóroval celkem dvacetkrát. Tehdy hrál v první útočné formaci po boku Radka Kampfa a budoucí hvězdy NHL Martina Straky. Po úspěšné plzeňské stříbrné sezóně ale mužstvo ze západu Čech na skvělé výkony nenavázalo a na několik let upadlo hodnocení Milana Voláka, i vinou dvou vleklých zranění, do průměru. Další úspěch zažil na západě Čech až v sezoně 1999/00, kdy tým - opět pod vedením kouče Marka Sýkory - dosáhl na bronzovou příčku.
Během svého extraligového působení se mu podařily tři zápasy, ve kterých vstřelil hattrick (dvakrát proti Vítkovicím a jednou proti Třinci - dokonce čtyři góly). V letech 95-97 vedl hokejovou Plzeň jako kapitán. Své působení v extraligové soutěži ukončil v sezóně 2002/03. Má za sebou 705 střetnutí v československé a posléze české nejvyšší soutěži s bilancí 184 branek a 202 asistencí.
Od soutěžního ročníku 2003/04 působil necelé dvě sezony v 1. lize, kde hájil barvy Havířova a v závěru sezony 2004/05 pomohl druholigovému Prostějovu k postupu do první ligy a následně ukončil aktivní kariéru.
V současné době působí jako mládežnický trenér ve své mateřské Plzni a předává své bohaté sportovní zkušenosti svým následovníkům.

## Klubové statistiky
| Sezóna  | Klub                | Z  | G  | A  | B  |
| 1987-88 | Škoda Plzeň         | 46 | 14 | 11 | 25 |
| 1988-89 | Škoda Plzeň         | 37 | 8  | 7  | 15 |
| 1989-90 | Škoda Plzeň         | 31 | 6  | 4  | 10 |
| 1990-91 | Škoda Plzeň         | 46 | 13 | 16 | 29 |
| 1991-92 | Škoda Plzeň         | 47 | 20 | 32 | 52 |
| 1992-93 | Škoda Plzeň         | 37 | 7  | 18 | 25 |
| 1993-94 | Škoda Plzeň         | 31 | 11 | 10 | 21 |
| 1994-95 | Interconex Plzeň    | 44 | 16 | 11 | 27 |
| 1995-96 | ZKZ Plzeň           | 29 | 12 | 8  | 20 |
| 1996-97 | Keramika Plzeň      | 52 | 14 | 15 | 29 |
| 1997-98 | Keramika Plzeň      | 54 | 16 | 19 | 35 |
| 1998-99 | Keramika Plzeň      | 57 | 15 | 16 | 31 |
| 1999-00 | Keramika Plzeň      | 58 | 14 | 10 | 24 |
| 2000-01 | Keramika Plzeň      | 38 | 9  | 10 | 19 |
| 2001-02 | Keramika Plzeň      | 42 | 5  | 10 | 15 |
| 2002-03 | Keramika Plzeň      | 46 | 4  | 2  | 6  |
| 2003-04 | Lasselsberger Plzeň | 1  | 0  | 0  | 0  |
| 2003-04 | Havířov (1. liga)   | 39 | 11 | 18 | 29 |
| 2004-05 | Havířov (1. liga)   | 46 | 8  | 16 | 24 |
| 2004-05 | Prostějov (2. liga) | 13 | 5  | 4  | 9  |